# 진주 의암
진주 의암(晋州 義巖)은 대한민국 경상남도 진주시 진주성 촉석루 아래에 남강변에 있는 경상 누층군 진주층 바위로, 제2차 진주성 전투 직후 1593년 7월 29일 논개가 왜장 기다 마고베를 껴안고 남강에 빠져 죽은 것으로 알려진 유적이다. 주변 물결이 거세어 위험하다는 뜻의 위암(危巖)이라는 별칭도 있었다.
2001년 9월 27일 경상남도의 기념물 제235호 의암으로 지정되었다가, 2018년 12월 20일 현재의 명칭으로 변경되었다.

## 개요
경상우도 병마절도사로 제수되어 참전한 최경회를 따라 2차 진주성 전투를 할 때 성안에서 전투의 뒷수발을 들었다. 1593년 7월 29일 진주성이 함락되고, 최경회가 순국하자, 논개는 일본 장수들이 진주 촉석루에서 잔치를 벌이고 있을 때 왜장 게야무라 로쿠스케를 이곳 의암으로 유인해 끌어안아 함께 남강에 떨어져 죽었다.
1627년 인조 7년 정문부의 유언에 따라 둘째 아들 정대륭(鄭大隆)(1599년~1661년)이 진주로 옮겨 와서 '의암'(義巖)이라는 전자체 글씨를 썼다.

## 문화재 지정 사유
의암은 논개가 왜장을 끌어안고 순국한 바위이다.
조선조 선조 26년(1593) 6월 29일, 임진왜란 제2차 진주성전투에서 진주성이 함락되고, 7만 민관군이 순절하자, 논개는 나라의 원수를 갚기 위해 일본군 장수를 유인하여 이 바위에서 순국하였다. 이에 논개의 순국정신을 현창하기 위해 영남사람들이 의암이라고 명명하였다.
인조 7년(1629) 진주의 선비 정대륭(鄭大隆：1599∼1661)은 바위의 서쪽 벽면에 의암이라는 글자를 전각하였고, 남쪽에는 한몽삼(韓夢參：1598∼1662)이 쓴 것으로 전하는 의암이라는 글이 새겨져 있다. 의암의 바닥 넓이는 3.65m×3.3m이다. 옆의 암벽에는 "한 줄기 긴 강이 띠를 두르고, 의열은 천년의 세월을 흐르리라(일대장강(一帶長江) 천추의열(千秋義烈))"는 글이 새겨져 있다.

## 의암 사적비
의암사적비는 임진왜란 2차 진주성전투 때 진주성이 함락되고 7만의 민관군이 순절하자 왜장을 끌어안고 순국한 의기 논개의 사적을 기록한 비석이다. 가로 60 cm, 세로 145 cm, 두께 15cm이며, 2000년 1월 31일에 경상남도 유형문화재 제353호로 지정되었다.
유몽인(1559년 ~ 1623년)의 어우야담에 의해 전해진 기록을 진주사민 명암 정식(1683년 ~ 1746년)이 비문으로 옮겨 썼고, 1722년 경종2년에 세웠다.
1741년 영조 16년에 경상도 우병사 남덕하(1688년 ~ 1742년)가 비각을 짓고 의기논개지문이라는 현판을 세웠다. 이 비에는 의기 논개의 사적을 기록한 금석자료로서 임진왜란 당시 진주성의 상황이나 논개의 순국사적에 대한 귀중한 자료로 평가된다.

## 지질
의암과 의암 주변에 드러난 암석은 지질학적으로 중생대 백악기에 형성된 퇴적암 경상 누층군의 진주층에 속하는 암회색 괴상 사암이다.

## 기타
의암 주위에는 물이 깊고 소용돌이까지 치고 있어 위험스런 바위라는 위암(危巖)이라 하였다. 전설에 의하면 논개의 원혼 혹은 최경회, 김천일의 원혼 혹은 귀신 등이 존재한다는 풍문이 한때 돌기도 했다. 이 소문을 듣고 정문부가 의암 주변을 탐문하였으나 흔적을 발견하지 못했다.
후에 정문부는 죽음으로서 남편의 원수를 갚았다 하여 義를 펼친 죽음이라는 뜻의 의암이라 했다. 이때부터 의암으로 부르게 되었다.

## 같이 보기
- 논개
- 진주 촉석루
- 남강
- 진주성
- 최경회
- 김천일
- 고종후
- 쌍충사적비
- 진주시의 지질
- 경상 누층군 진주층

## 참고 자료
- 진주 의암 - 국가유산청 국가유산포털
- 진주 의암사적비 - 국가유산청 국가유산포털
- 의암과 의암사적비[깨진 링크(과거 내용 찾기)]